# ناصر للحق اطروش
ابومحمد حسن اُطروش مشهور به ناصر للحقو ناصر کبیر از فقها، متکلمین، علما، حاکمان و شعرای توانمند در قرن سوم هجری است. شیخ طوسی او را در شمار اصحاب امام هادی آورده‌است. حاکم طبرستان بود و از این رو که بر اثر اصابت شمشیری توسط رافع بن هرثمه در نبردگاه، کر شده بود، به اطروش خوانده می‌شد.
وی همچنین جد مادری سید رضی و شریف مرتضی است و مادرش ام ولد و کنیزی خراسانی بود. از وی به عنوان نخستین مروج اسلام در سرزمین‌های شمال ایران نام برده می‌شود. ناصر کبیر بر امرای سامانی طبرستان خروج کرد و پس از پیروزی بر آنان پایگاه علویان را رونق بخشید. وی تا هنگام مرگ بر گیلان، طبرستان و قسمتی از گرگان حکومت داشت. ناصر کبیر در علوم تفسیر، فقه، کلام و حدیث از سرآمدان روزگار خود محسوب می‌شد و مشهورترین اثری که به وی نسبت می‌دهند، تفسیر کبیر نام دارد.
پیش از وی حسن بن زید (از نوادگان امام دوم شیعیان)، معروف به «داعی کبیر» و مؤسس سلسله علویان در طبرستان از سال ۲۵۰ تا ۲۷۰ قمری و «احمد بن محمد»، از سال ۲۷۰ تا ۲۷۱ و «محمد بن زید»، برادر حسن بن زید، معروف به «داعی الی الحق» از ۲۷۱ تا ۲۸۷ قمری بر منطقه طبرستان شامل مازندران، گرگان، سلسله جبال البرز و بخش‌هایی از استان سمنان و استان تهران فعلی، زمامداری و نخستین حکومت شیعی، به مذهب زیدی را در ایران پایه‌گذاری کردند.
ناصر للحق، مشهور به اطروش، در سال ۳۰۱ هجری، حکومت علوی را بار دیگر در طبرستان احیا کرد. او که اصالتاً اهل مدینه بود، در دوره سلطه حسن بن زید به طبرستان رفت و در نبردی که محمد بن زید کشته شده بود، شرکت داشت. او ابتدا به ری گریخت و از آنجا در پی دعوتی از شاه جستانی دیلمان، که به او قول حمایت برای فتح مجدد طبرستان را داده بود، بدانجا رفت. پس از دو تلاش ناموفق برای فتح طبرستان، موفق شد دیلمیان شمال کوه‌ها و گیلیان شرق سفیدرود را به اسلام بگرواند. از آنجا که نظرات فقهی او متفاوت از قاسم بن ابراهیم بود که اهالی زیدی رویان و شرق دیلمان آن را پذیرفته بودند، گروندگان به او جامعه زیدی متفاوتی به نام ناصریه را شکل دادند. او در ۳۰۱ شکست سختی را بر سپاه سامانی در رود بوررود در شرق چالوس تحمیل کرد و مالکیت طبرستان را در دست گرفت.
حکومت او به دلیل عدالتش مورد تحسین شدید مورخ سنی، طبری قرار گرفت. زیدیان بعدی همگی او را به دلیل دانش فراوان و مدیریت نمونه‌اش امام خود می‌شمارند. برخی از آثار پرشمار او در فقه و کلام، همچنان موجود است. مقبره او در آمل توسط زوار گیل شرقی زیارت می‌شد. حرم او محلی برای زیارت ناصریه که پیوند محکمی با بازماندگانش داشت که همگی نام خانوادگی افتخاری ناصر داشتند تبدیل شد.
به گفتهٔ طبری و ابن اثیر، او حاکمی عادل و نیک‌سیرت بود و مردم همانند او را در عدل و برپایی حق و حُسن روش ندیدند.
وی سرانجام در آمل طبرستان درگذشت و مزارش در همان شهر زیارتگاه عموم است. تألیفات و آثار وی بیش از سیصد کتاب بوده‌است. از جملهٔ آثارش: «اصول الدین»، «الامالی»، «الامامة الصغیر»، «الامامة الکبیر»، «امهات الاولاد»، «البساط»، «تفسیرالاطروش»، «الفقه الناصریة» که شریف مرتضی علم‌الهدی آن را شرح و تصحیح کرد و «المسائل‌الناصریات».

## قیام ناصر اطروش در دیلمان
ابومحمد، حسن بن علی بن حسن بن علی بن عُمر بن علی (امام سجاد) بن حسین الشهید، ملقب به ناصر کبیر، ناصر اطروش، ناصر للحق، و داعی الی الحق، از سلاله نبوی و علوی است. گویا وی در زمان داعی کبیر به طبرستان رفته و به تعلیم و تعلّم مردم آن دیار که به تازگی مسلمان شده بودند، پرداخته‌است. بعد از کشته شدن محمد بن زید، ناصر للحق به دعوت از مردم پرداخته و خلق بسیاری از اهالی گیلان و دیلمان با وی بیعت کردند. مرعشی در این زمینه می‌نویسد: «مردمانی که از طریق زردشتی به یُمن انفاس متبرکه او به دین محمدی نقل کردند و مذهب او اختیار کردند و هزاربار هزار آدمی تقریباً بر او جمع شدند و در سنه سبع و ثمانین و مأتین [۲۸۷ هـ.] خروج کرد و با خلقی انبوه رو به آمل نهاد. در جنگ با سامانیان سید منهزم گشت و دیالم بسیار کشته شدند… سیّد دیگرباره [در سال ۲۹۰ هـ.] روی به طبرستان نهاد… چهل شبانه روز حرب و ضرب بود، عاقبت سیّد مُظفّر گشته. سید بعد از چند ماه که در طبرستان بود، به علت شکست مجدد از سامانیان باز به گیلان رفت. سید ناصر مدت چهارده سال به اجتهاد و علم مشغول بود… تا وقتی که اهالی گیلان و دیلمان سیّد را به استخلاص طبرستان رغبت نمودند. سیّد متوجه طبرستان شد… و [در سال ۳۰۱ هـ. به آمل شد و به سرای حسن بن زید [داعی کبیر] نزول فرمود و با خلق طریقه انصاف و عدل پیش گرفت و گناه‌ها عفو فرمود… سید احکام پادشاهی و امر و نهی مُلک را به سید حسن بن قاسم که ابن عم [پسرعمو] بود، بازگذاشت و او را بر فرزندان صُلبی خود ترجیح داد… سیّد را پسری بود ابوالحسین احمد… و او امامی المذهب بود… حرص دنیا او را [حسن بن قاسم] از راه سلامت بگردانید… سید را گرفته و دست بسته به قلعه لارجان لاریجان] فرستاد… و این چنین دستمزد ناصر اطروش را داد و معرفت را به کمال رسانید…».
تعدادی از سپاهیان حسن بن قاسم که این واقعه را دیدند، به خانه ناصر اطروش ریخته و به غارت اموال پرداخته، اهل و عیال ناصر اطروش را با خود بُردند. برخی از سپاهیان به حسن بن قاسم اعتراض کرده و حسن بن قاسم که اوضاع را وخیم یافت، به مقابله با شورشیان پرداخت، ولی در این حین مجروح گشت و خانه‌نشین شد. در این هنگام لیلی بن نعمان، نماینده سید ناصر در ساری با عجله خود را به آمل رسانده و اوضاع را به دست گرفت و سید ناصر را آزاد کرد. سید مردانگی را به اتمام رسانده و حسن بن قاسم را بخشید و بعد از چندی دخترش را به عقد حسن بن قاسم درآورد و حکومت گرگان را به وی سپرد. با شرایط پیش آمده ناصر کبیر سیاست را کنار گذاشته و به طاعت و تألیف مشغول گشت. مدرسه‌ای بنا نهاده و به تعلیم و تربیت شاگردان پرداخت. ناصرالحق با عمری تلاش در راه ترویج تشیع در سال ۳۰۴ هجری درگذشت. آرامگاه وی از آن زمان تاکنون در آمل زیارتگاه عام و خاص است.

## مذهب و مسلک اطروش
درمسلک ناصرالحق (اطروش) اختلافات زیادی شده‌است، برخی او را از زیدیه دانسته‌اند. اکثر مورخین و مترجمین یمن و زیدیه و اشخاصی که در مسلک بازیدیه همراه هستند و همین‌طور اشخاصی که مصادر کتابشان از زیدیه‌است، عقیده دارند و تصریح کرده‌اند برآنکه ناصرکبیر زیدی بوده‌است و از او تعبیر به امام زیدیه می‌کنند و عده دیگری در مقابل آن‌ها تصریح کرده‌اند که ناصرکبیر امامی اثنی عشری است.

## میراث
او در پاسخ به تمایل هواداران زیدی اش در طبرستان سید حسنی حسن بن قاسم الداعی الی الحق را به عنوان جانشین اش گماشت و او را به پسرانش که مورد هواداری گیلیان و دیلمیان ناصری بودند ترجیح داد. از پسرانش ابوالقاسم حعفر به‌طور پیوسته با حسن داعی مخالفت ورزید گرچه دیگری ابوالحسین احمد در ابتدا با او همکاری کرد. در ۳۰۶ احمد به قوای حعفر در گیلان پیوست و این دو حسن را از تبرستان و گرگان اخراج کردند. پس از سه ماه او بار دیگر پادشاهی را باز فتح کرد و با احمد ساخت و او را به حکومت گرگان گماشت. در ۳۰۹ سردار گیل، لیلی بن نعمان خراسان را از سامانیان فتح کرد ولی پس از اشغال مختصر دامغان و مرو شکست خورده کشته شد. ناصرالحق در ایجاد مدرسه بزرگ آمل همت کرد و در آنجا درس می‌گفت.
حکومت علوی در مناطق کاملاً زیدی دیلمان و شرق گیلان پابرجا ماندو شهر هوسم که ناصر اطروش هنگام گرواندن گیلیان در آن فعال بود مرکزی برای تعلیم ناصریه و پایتخت یک خاندان محلی علوی شد که در ۳۲۰ توسط ابوالفضل جعفر بن محمد نوه برادر ناصر، حسین الثائر و از طریق مادر نوه خود ناصر، تأسیس شد. ناصرالحق مدرسه‌های زیادی در گیلان و طبرستان تأسیس نمود.

## در کلام‌ها
- ابن ندیم دربارهٔ تألیفاتش می‌نویسد: «... او دارای آثاری است؛ مثل کتاب الطهارة؛ کتاب الاذان و الاقامة… و بعد از شمردن پانزده کتاب از وی، می‌نویسد: این‌ها، کتاب‌هایی بود که ما دیدیم. برخی از زیدیه معتقدند که ناصر اطروش حدود یک صد کتاب دارد، ولی ما آن‌ها را ندیده‌ایم. پس هر کس که کتاب ما را دیده و از کتب ناصر اطروش خبر دارد، به کتاب‌های ناصر اطروش در موضع کتاب ما بیفزاید…».[۷]
- محمد بن جریر طبری می‌نویسد: «... مردم جهان کسی را همتای اُطْروش در دادگری و حُسنِ سیرت و برپاداشتن حق ندیده‌اند…».
- ابوالقاسم بستی می‌نویسد: «... تنها در یک روز بدست ناصرالحق کبیر ۴ هزار نفر به اسلام گرویدند…».[۸]
- کتاب سادات می‌نویسد: «... علی بن ابی‌طالب امام اول شیعیان هم در سخنان خود فرمود از طرف دیلم از کوه‌های دیلم جوانی زیبا صورت و خوش‌منظر می‌آید و آن بلاد را مسلمان و آباد می‌نماید…».
- محمدباقر خوانساری می‌نویسد: «... ناصرالحق دارای اوصفا حسنه و اخلاق حمیده بوده‌است…».
- ابن ابی‌الحدید گوید: «... که او صاحب سیف و قلم و از بزرگان فقهای امامیه و شیخ طالبین و عالم زاهد و ادیب شاعر ایشان بود. او اسلام را در میان ساکنان دریای خزر نشر داد و در حدود دویست‌هزار دیلمی و گیلک به‌دست وی ایمان آوردند، و او در شهرهای آنان مساجدی بنا کرد…».

## فرزندان
ناصر دارای ۱۰ فرزند بود؛ ۵ پسر و ۵ دختر، که فرزندان و نوادگان آنان، همگی از فقیهان، محدثان و برجستگان بوده و در ایران و عراق و هند پراکنده هستند.

## شاگردان
- قاضی ابو عبدالله ولیدی
- ده‌ها شاگرد دیگر در دیلمان و طبرستان

## وفات
ناصر کبیر در اواخر عمر، از سیاست و جنگ و حکومت، کناره‌گیری کرد. او در سال ۳۰۱ق. آمل را تصرّف کرد و با اینکه فرزند ارشدش، ابوالحسین احمد بن اطروش از هر جهت لیاقت حکومت را داشت، بنا به عللی، زمام امور را به دست یکی از علویان به نام قاسم بن حسن داد که وی به او خیانت کرد.
به دستور اطروش، قاسم را دستگیر و زندانی نمودند؛ امّا وی اظهار ندامت نمود و اطروش او را عفو و دختر خود را به عقد وی درآورد و زمام امور حکومت را در اواخر عمرش به او داد و خود به زهد و پارسایی، ارشاد خلق، تدریس و آبادانی شهرها گذراند. وی سرانجام در شب جمعه ۲۵ شعبان ۳۰۴ق. در حالی که عمرش به ۷۹ سال رسیده بود، دارفانی را وداع گفت و در روز جمعه در شهر آمل دفن گردید.

## آرامگاه

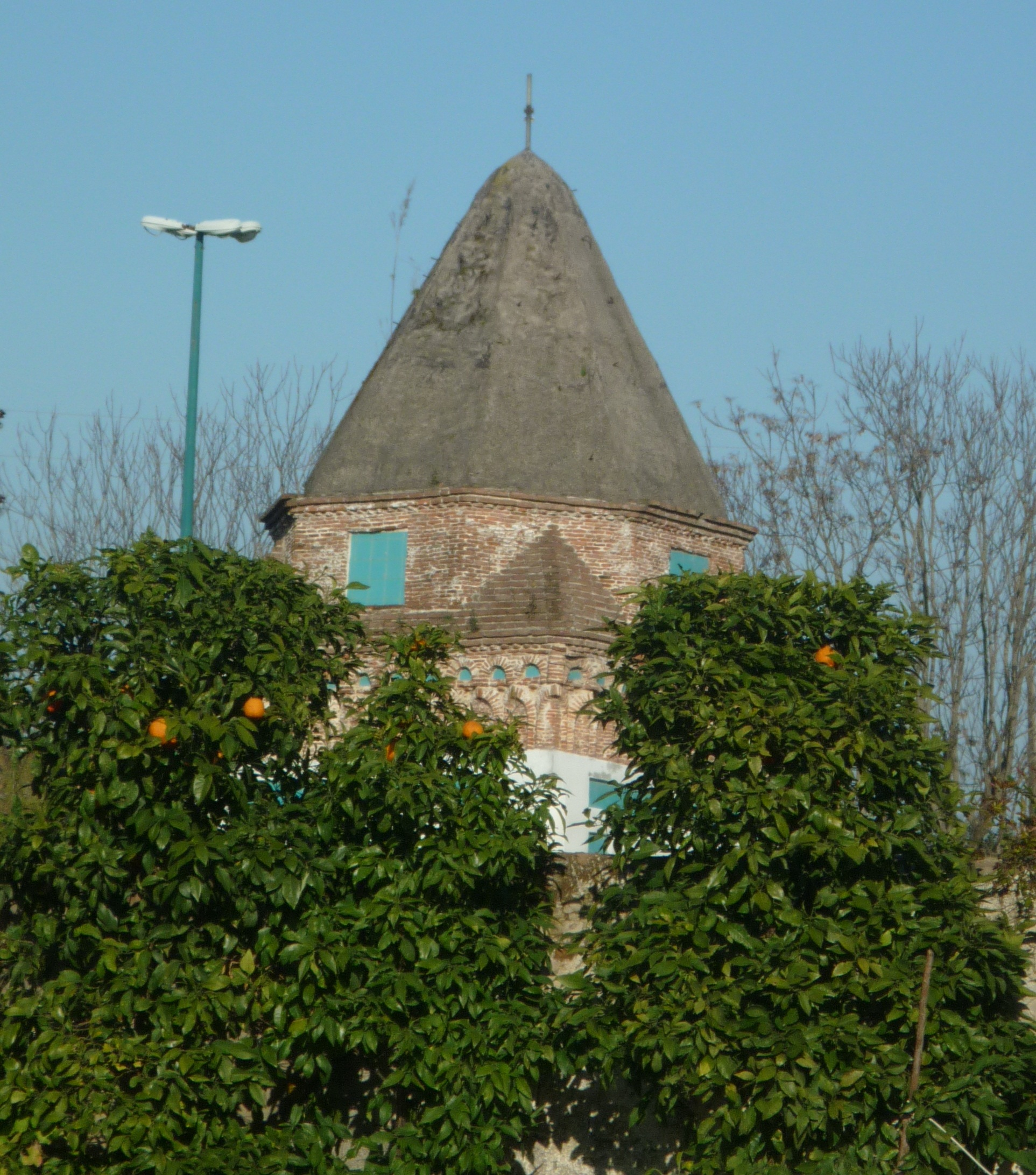

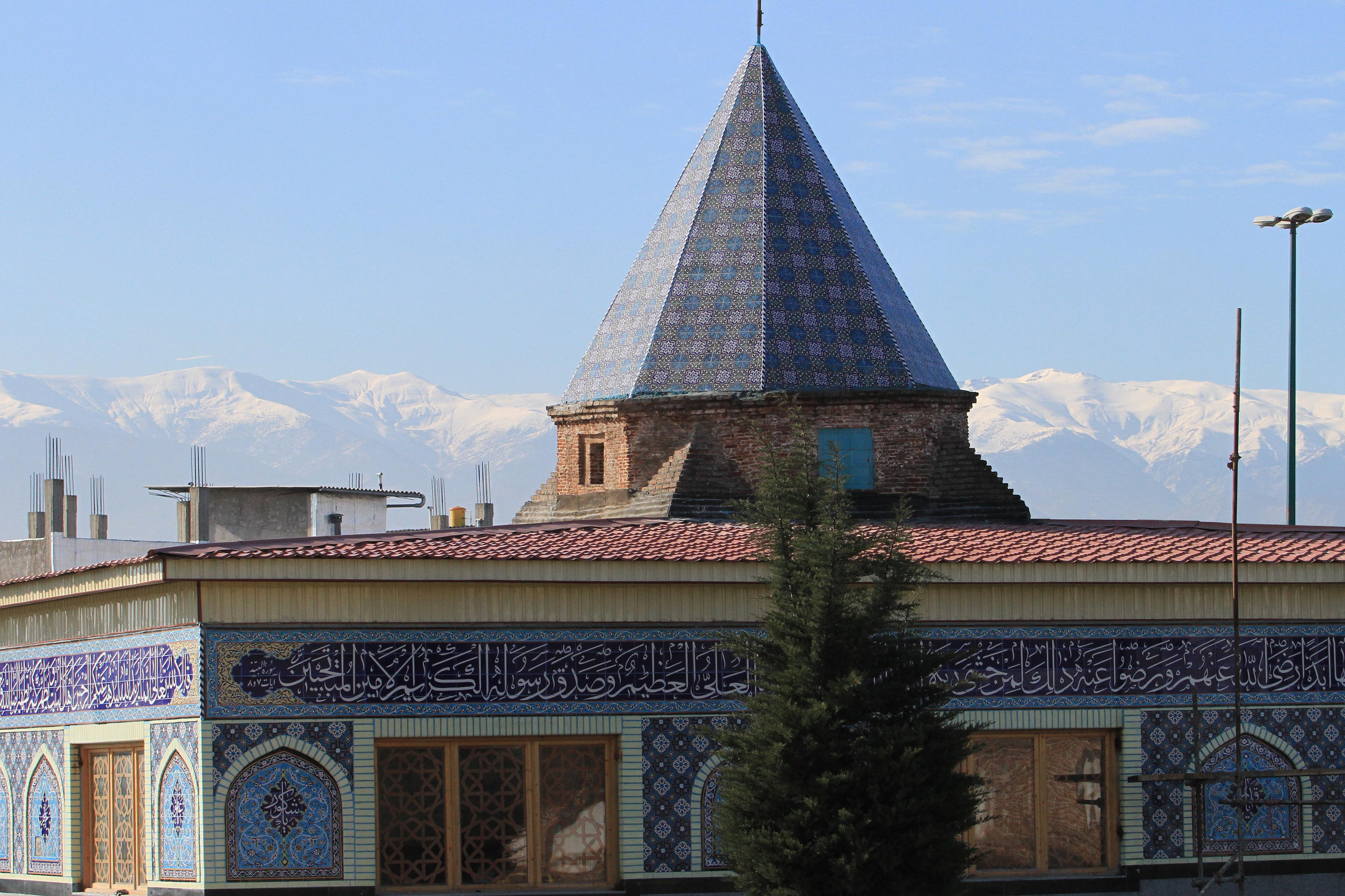
آرامگاه ناصر اطروش بعد از مرمت به کوشش مجمع جهانی اهل بیت

اولین آرامگاه ناصرالحق به نام گنبد کبود بنایی عظیم بود و ۶۰۰ سال زیارتگاه بود که به دست تیمور لنگ نابود شد و سپس بنایی کوچک‌تر برای ناصرالحق احداث شد و مقبره فعلی ناصرالحق برج آرامگاهی مربوط به سدهٔ ۹ ه‍.ق است و در آمل، محله پایین بازار، چاکسر واقع شده و این اثر در تاریخ ۱۵ دی ۱۳۱۰ با شماره ثبت ۶۰ به عنوان یکی از آثار ملی ایران به ثبت رسیده‌است. ملگنوف می‌گوید: گنبد ناصرالحق که یکی از سادات حسنی است در آمل قرار دارد، ناصرالحق، ابومحمد حسن اطروش مشهور به ناصر کبیر از فقه، علماو شعرای توانمند شیعه در قرن سوم ه‍.ق است. شیخ طوسی او را در شمار اصحاب امام هادی آورده‌است. او سومین فرماندار تشیع در جهان و حاکم طبرستان بود و از این رو که بر اثر اصابت شمشیری در نبردگاه کر شده بود به اطروش خوانده می‌شد. وی همچنین جد مادری شریف رضی و سید مرتضی است. این گنبد دارای چند درب ورودی و گنبدی مدور که در سابق دارای سرامیک الوان بود و هنوز تکه‌هایی از ان آثار باقی است. این گنبد در زمانه‌های دور به گونه‌ای دیگر بود و به آن گنبد کبود می‌گفتند و صد سال زیارتگاه جهانیان بود و بعدها تخریب گشت و به دست مرعشیان گنبد فعلی ساخته شد. بنای اولیه با توجه به متون تاریخی از میان رفته چنان‌که ابن اسفندیار می‌نویسد مقبره و مدرسه و کتابخان‌های که او تأسیس کرد و رقبات و موقوفاتی که برای آن‌ها در نظر گرفته شده بود، تا قرن هفتم هجری در آمل بر جای بود. در مورد این بنا سید ظهیرالدین مرعشی در کتاب تاریخ طبرستان و رویان و مازندران می‌نویسد در سال ۸۱۴ هجری سید علی ساری به زیارت مشهد مبارک ناصرالحق رفته و به همره سید قوامالدین مرعشی با برادران خود عمارت دیگر بنیاد کردند؛ بنابراین گنبد ناصرالحق از بناهای قرن نهم هـ. ق است. در داخل بنا، سقف مدور وجود دارد که در بالای آن سوراخی وجود دارد و به گنبد بنا می‌رسد. مولانا اولیاءالله آملی می‌نویسد که مقبره ناصر للحق در قرن نهم هجری قمری توسط سید علی مرعشی ساخته شده‌است.

## در آثار هنری
- تله تئاتر ۱۳ قسمتی اطروش به نویسندگی و کارگردانی محسن معینی و با تهیه‌کنندگی نگین میرحسنی واحد در سال ۱۳۹۳ تهیه و در صدا و سیمای جمهوری اسلامی ایران پخش شد.[۱۱]

## همایش بین‌المللی
نخستین همایش بین‌المللی بزرگداشت ناصر کبیر در اول و دوم بهمن ۱۳۹۲ شمسی در محمودآباد مازندران، با حضور جمعی از دانشمندان جهان اسلام و شخصیت‌های یمن جهت بحث و تبادل نظر در زمینه نقش علماء و اندیشمندان در تبیین و ترویج نهج البلاغه و صحیفه سجادیه از سوی مجمع جهانی اهل بیت (ع) برگزار می‌شود.